# 长鳍斑竹鲨
长鳍斑竹鲨（学名：Chiloscyllium colax）为须鲨科斑竹鲨属的鱼类。分布于南非、红海、阿拉伯海、孟加拉湾、日本本州以南以及南海等海域。